# Fabio De Sousa Silva
Fabio De Sousa Silva, född 30 januari 1996, är en brasiliansk fotbollsspelare (försvarare) som spelar för Piauí.

## Klubbkarriär
Fabio hade fram till och med 2018 hunnit med att representera flera olika klubbar i sitt hemland Brasilien. I maj 2018 skrev Fabio på för division 2 klubben Örebro Syrianska IF. Fabio gjorde sådant avtryck i Örebro Syrianska IF att Örebro SK valde att köpa loss honom från sitt kontrakt och skriva ett korttidskontrakt som sträckte sig över säsongen 2018 med en option att förlänga kontraktet.

Säsongen 2018 spelade Fabio 5 matcher i allsvenskan var av 2 från start. De 250 minuterna räckte för att imponera på både ledningen i Örebro SK och publiken på läktaren. Efter säsongen skrev Fabio ett nytt kontrakt med klubben och denna gång blev det ett fyra års kontrakt som sträcker sig över säsongen 2022.
Den 25 augusti 2020 lånades Fabio ut till Vasalunds IF på ett låneavtal över resten av säsongen. I februari 2021 lånades han ut till Dalkurd FF. Den 1 september 2022 kom Fabio överens med Örebro SK om att bryta sitt kontrakt i förtid.
I augusti 2023 skrev Fabio på ett 1,5-årskontrakt med FC Trollhättan. 2025 återvände han till Piauí i Brasilien.